# (200370) 2000 QX64
(200370) 2000 QX64 es un asteroide perteneciente al cinturón de asteroides descubierto el 28 de agosto de 2000 por el equipo del Lincoln Near-Earth Asteroid Research desde el Laboratorio Lincoln, Socorro, Nuevo México, Estados Unidos.

## Designación y nombre
Designado provisionalmente como 2000 QX64.

## Características orbitales
2000 QX64 está situado a una distancia media del Sol de 2,425 ua, pudiendo alejarse hasta 2,748 ua y acercarse hasta 2,102 ua. Su excentricidad es 0,133 y la inclinación orbital 7,236 grados. Emplea 1379,99 días en completar una órbita alrededor del Sol.

## Características físicas
La magnitud absoluta de 2000 QX64 es 16,1. 